# 11302 Rubicon
11302 Rubicon (1993 BM5) là một tiểu hành tinh vành đai chính được phát hiện ngày 27 tháng 1 năm 1993 bởi E. W. Elst ở Caussols.